# Сталин. Live
«Сталин. Live» (рус.  «Сталин вживую» или «Сталин в прямом эфире») — российский сериал производства компании «Манекен-групп». Сериал транслировался на телеканале НТВ.
Исторический детектив, предлагающий разгадку таинственной смерти Сталина, в подробностях воссоздает картину последних дней жизни вождя — от рокового инсульта до траурного 5 марта 1953 года.

## В ролях
- Давид (Эдишер) Гиоргобиани — Сталин
- Малхаз Асламазашвили — Л. П. Берия
- Владимир Чуприков — Н. С. Хрущёв
- Надежда Бахтина — Надежда Аллилуева
- Наталья Боротникова — Светлана Сталина
- Павел Ващилин — Василий Сталин
- Сергей Вершинин — В. М. Молотов
- Игорь Марычев — Георгий Маленков
- Валерий Магдьяш — А. Н. Поскрёбышев
- Олег Масленников-Войтов — Роман Кармен
- Дарья Лузина — Людмила Целиковская
- Екатерина Галахова — Любовь Орлова
- Дато Иашвили — Яков Джугашвили
- Евгений Яковлев — Г. К. Жуков
- Юрий Алейников — К. Е. Ворошилов
- Дмитрий Щербина — Валерий Чкалов
- Андрей Шакун — Хрусталёв
- Дейл Твиди — Аллен Даллес
- Алайбек Тойчубеков — Мао Цзедун
- Юрий Гамаюнов — Николай Власик
- Александр Давыдов — Андрей Александрович Жданов
- Сергей Перевозкин — Николай Ежов
- Владимир Старостин — Михаил Иванович Калинин
- Борис Эстрин — Лазарь Каганович
- Анатолий Васин — Мехлис
- Микаэл Джанибекян — Анастас Микоян
- Виктор Борисов — Николай Булганин
- Наталия Потапова